# Poezia americană

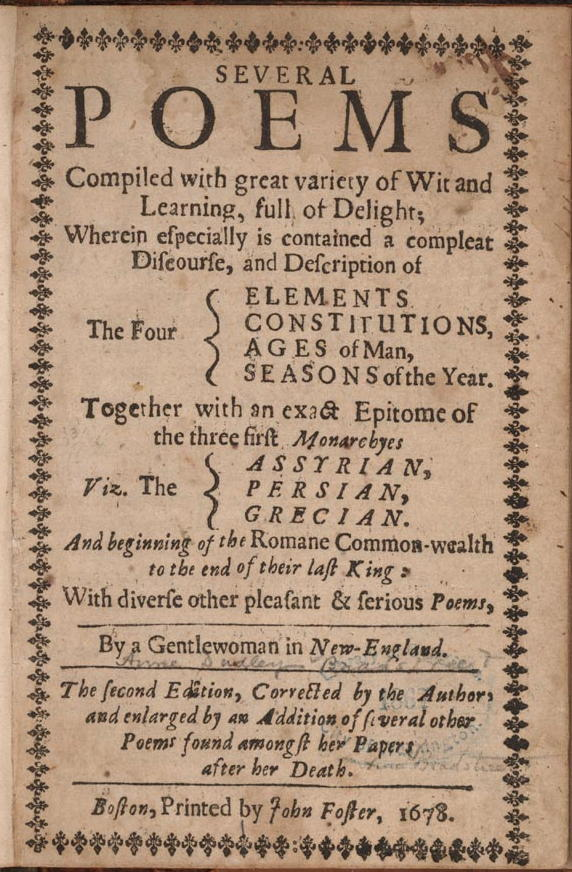
Pagina de titlu a doua ediție (postumă) a poemelor lui Anne Bradstreet, 1678

Poezia americană se referă la poezia din Statele Unite ale Americii . Aceasta a apărut în relație cu  eforturile coloniștilor americani de a exprima, în țara de rezidență,vocile poeziei engleze în secolul al XVII-lea, cu mult înainte de unificarea constituțională a celor Treisprezece Colonii (în condițiile în care în rândul societăților native americane exista o formă specifică de poezie transmisă prin  tradiție orală puternică ).  Lucrările  poetice ale primilor coloniști s-au bazat pe modelele engleze contemporane de formă poetică, dicție și temă . Cu toate acestea, în secolul al XIX-lea, a început să apară un idiom american distinctiv. La sfârșitul secolului XIX  Walt Whitman câștiga un public entuziast în străinătate, poeții din Statele Unite au ajuns astfel  în fruntea avangardei poeziei de limbă engleză.
O mare parte din poezia americană publicată între 1910 și 1945 rămâne pierdută în paginile periodicelor politice cu tiraj redus, în special în cele de extrema stângă, distruse de bibliotecari în timpul epocii McCarthy a anilor 1950.  Poeții moderniști precum Ezra Pound și TS Eliot (care a fost distins cu Premiul Nobel pentru literatură în 1948) au fost adesea citați ca poeți influenți de limba engleză în prima jumătate a secolului al XX-lea.  Nu se regăsesc în antologii poetele afro-americane și femei care au fost publicate și citite pe scară largă în aceeași perioadă. Până în anii 1960, tinerii poeți ai  curentului British Poetry Revival au considerat contemporanii și predecesorii lor americani ca modele pentru noi tipuri de poezie. Spre sfârșitul mileniului, semnificația poeziei americane s-a diversificat, deoarece criticii au pus un accent sporit pe poezia femeilor, a afro-americanilor, a hispanicilor ,  a nativilor americani și a altor grupuri etnice. Louise Glück este singura scriitoare de poezie americană contemporană care a primit Premiul Nobel pentru literatură, în timp ce Bob Dylan compozitor care a scris și poezii, a primit același premiu.

## Poezia în colonii
Pe măsură ce contactul Angliei cu Americile a crescut între anii 1490-1650, exploratorii englezi au inclus  în descrierile lor despre Lumea Nouă, versuri :  „ A zecea muză ” a lui Anne Bradstreet, care a fost scrisă în America (cel mai probabil în Ipswich, Massachusetts sau North Andover, Massachusetts și tipărită și distribuită la Londra de cumnatul ei, Rev. John Woodbridge)
Există 14 astfel de scriitori care ar putea fi numiți poeți americani (au fost în America și în diferite grade, au scris poezii sau versuri despre locul respectiv). Exemplele timpurii includ un „poem  mărturie” din 1616 despre personajul  căpitanului John Smith (în Barbour, ed. „Lucrări”) și   „Nova Anglia” sau „New England”, din 1625, scris de Rev. William Morrell, care este un catalog în versuri al tuturor lucrurilor, de la vremea americană până la opiniile sale despre femeile native americane.  Apoi, în mai 1627, Thomas Morton de la Merrymount – om liber din  Devon, avocat, om de litere și aventurier colonist – a ridicat un stâlp totemic  pentru a sărbători și a promova succesul în comerțul cu blănuri și a lansat o „Poezie” și un  „Cântec” (unul este un manifest  literar despre cum europenii și băștinașii s-au reunit acolo și trebuie să continue să facă acest lucru pentru o Americă de succes; celălalt un „cântec de băut” ușor, plin și el de aluzii americane mai profunde). Acestea au fost publicate sub formă de carte împreună cu alte poezii în „New English Canaan” (1637); și pe baza criteriilor „First”, „American” și „Poetry”, ei fac din Morton (și nu din  Anne Bradstreet) primul poet american de limbă engleză. 

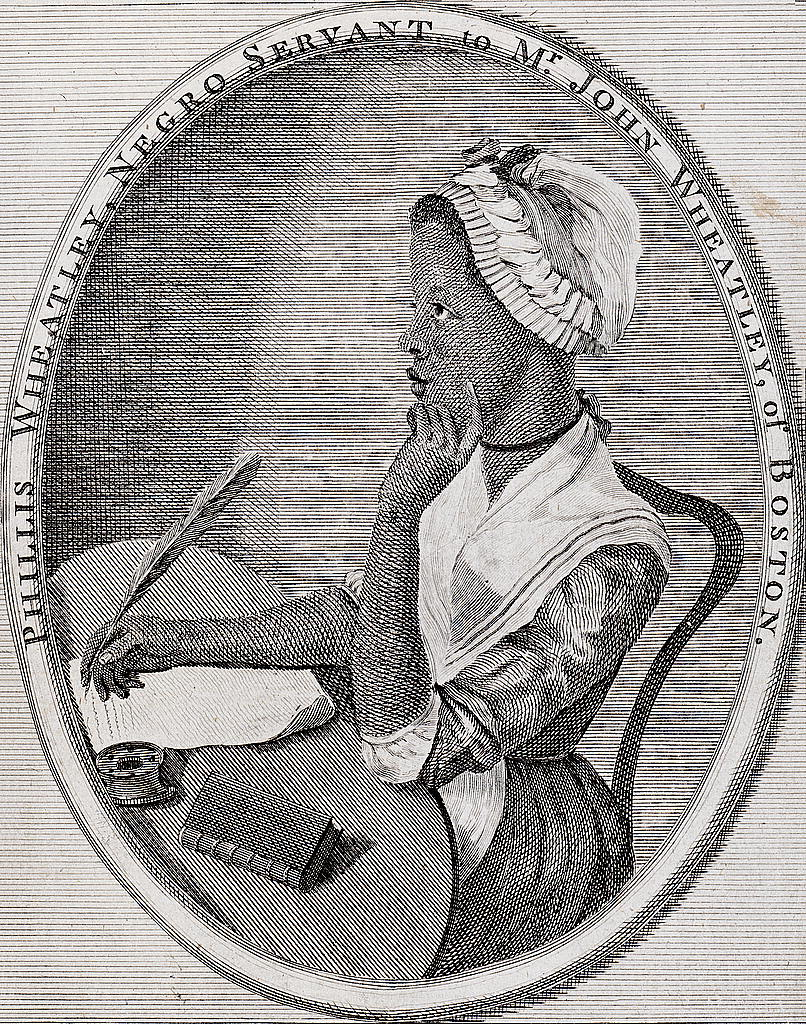
Phillis Wheatley, sclavă care a scris poezie în perioada colonială.

Anne Bradstreet (1612– 1672)  face parte dintre primii poeți înregistrați din cele Treisprezece Colonii,  una dintre primele femei poete cunoscute care a scris în engleză.  Poeziile pe care le-a publicat în timpul vieții abordează teme religioase și politice. Ea a scris și evocări tandre ale căminului, vieții de familie și ale iubirii ei pentru soț, dintre care multe au rămas nepublicate până în secolul al XX-lea.
Edward Taylor (1645 – 1729) a scris poezii expunând virtuțile puritane într-un stil metafizic extrem de lucrat, care poate fi văzut ca fiind tipic perioadei coloniale timpurii. 
Această concentrare asupra eticii puritane a fost nota dominantă a  poeziilor scrise în colonii în timpul secolului al XVII-lea și începutul secolului al XVIII-lea. Cea mai veche poezie „laică” publicată în New England a fost de Samuel Danforth în „almanahurile” sale pentru anii 1647–1649,  publicate la Cambridge; acestea au inclus „poezii puzzle”, precum și poezii despre omizi, porumbei, cutremure și uragane. Danforth, fiind atât pastor puritan precum și  poet, regăsim in  poeziile lui  mesajul spiritual al cultului religios.
Phillis Wheatley, o sclavă, a fost o voce lirică   a perioadei coloniale.Cartea ei  „Poezii pe diverse subiecte, religioase și morale”, a fost publicată în 1773. A fost una din cele mai cunoscute poete ale vremii, cel puțin în colonii, iar poemele ei erau tipice culturii New England din acea vreme, meditând asupra ideilor religioase și clasice .  
Secolul al XVIII-lea a pus accent pe America ca subiect potrivit pentru poezie. Această tendință este  evidentă în lucrările lui Philip Freneau (1752 – 1832), care se remarcă ca simpatizant al   nativilor americani , scrierile sale au fost interpretate ca reflectând scepticismul său față de cultura americană .   Această poezie din epoca colonială târzie a fost o scriere provincială, de modă veche ca formă și sintaxă, utilizând mijloacele și metodele lui Pope și Gray în epoca lui Blake și Burns . Poezia  Rebeccăi Hammond Lard (1772–1855), deși destul de veche, încă se aplică vieții din lumea de astăzi. Ea scrie despre natură, despre natura mediului  și despre natura oamenilor. 
În ansamblu, dezvoltarea poeziei în coloniile americane oglindește dezvoltarea coloniilor înseși. Poezia timpurie este dominată de nevoia de a păstra integritatea idealurilor puritane care au creat primele așezări. Pe măsură ce coloniștii s-au dezvoltat, poezia pe care au scris-o reflectă din ce în ce mai mult impulsul lor către independență. Schimbarea subiectului a rămas în aceiași manieră  conservatoare. Acest lucru poate fi văzut ca un produs al îndepărtării fizice de sursa poetică de limbă engleză din Londra. 

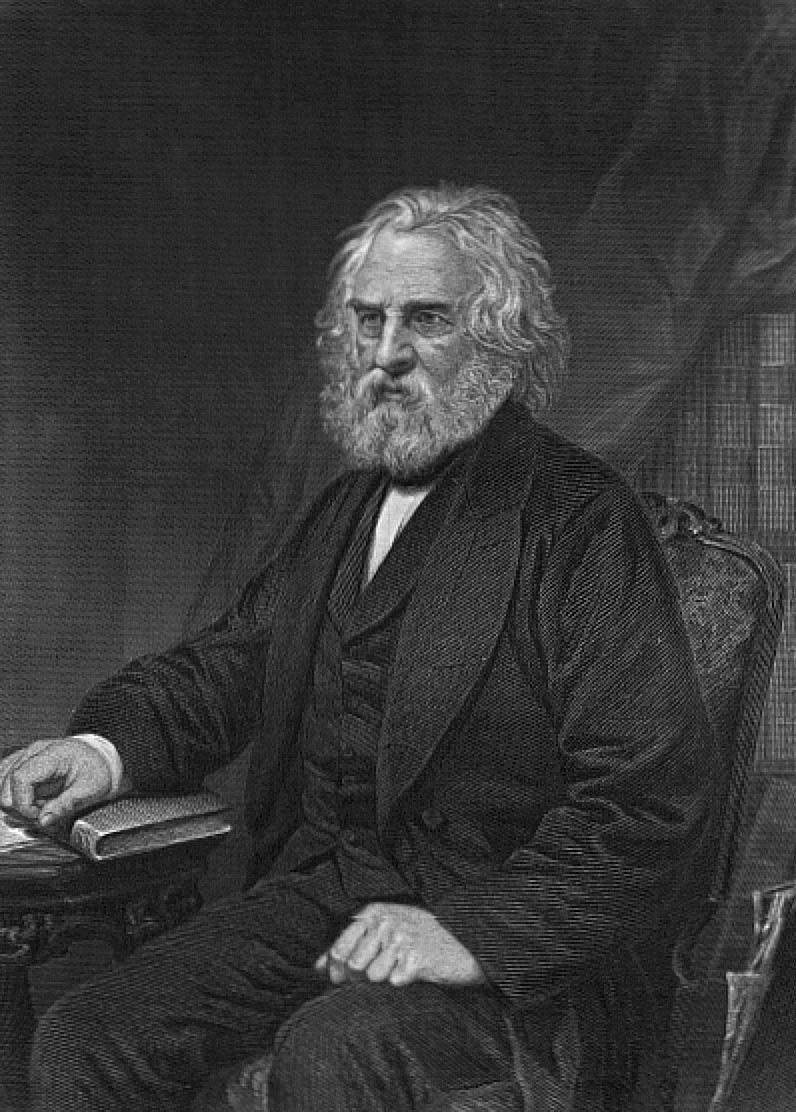
Henry Wadsworth Longfellow în 1873.

William Cullen Bryant (1794 – 1878) a fost primul poet semnificativ al Statelor Unite independente, a cărui mare contribuție a fost să scrie  rapsodii despre măreția preriilor și pădurilor. Primul poet apreciat la nivel internațional a fost Henry Wadsworth Longfellow (1807 – 1882), care aproape l-a depășit pe Alfred, Lord Tennyson în popularitate internațională  alături de  „Fireside Poets”  grupul  de cinci poeți—William Cullen Bryant, Henry Wadsworth Longfellow, John Greenleaf Whittier, Oliver Wendell Holmes și James Russell Lowell—care au fost populari la  jumătate a secolului al XIX-le .     Numele „Poeți de la foc” derivă din faptul că modul lor de a scrie;  în forme standard, metru obișnuit și strofe rimate, a făcut ca  lucrările lor să fie deosebit de ușor de memorat și recitat la școală și acasă, fiind o sursă de distracție pentru familiile adunate în jurul focului. Subiectele principale ale poeților au fost viața domestică, mitologia și politica Statelor Unite, în care câțiva dintre poeți au fost direct implicați. 
Alți poeți notabili care au apărut la începutul și mijlocul secolului al XIX-lea sunt  Ralph Waldo Emerson (1803 – 1882), Edgar Allan Poe (1809 – 1849), Henry David Thoreau (1817 – 1862), Sidney Lanier (1842 – 1881) și James . Whitcomb Riley (1849 – 1916). După cum era de așteptat, lucrările tuturor acestor scriitori sunt unite de căutarea comună a unei voci americane distinctive care să-i deosebească de omologii lor britanici. Au căutat surse de inspirație  în  peisajul și tradițiile țării lor natale . 
Cel mai semnificativ exemplu al acestei tendințe poate fi The Song of Hiawatha de Longfellow. Această poezie are la bază o legendă a nativilor americani culeasă  de Henry Rowe Schoolcraft, care a fost superintendent al afacerilor indiene pentru Michigan între 1836 și 1841. Longfellow a scris-o în metrul poemului epic finlandez Kalevala, posibil pentru a evita modelele britanice. Poezia rezultată,  un succes popular, nu a devenit  un model pentru viitorii poeți americani.
Pe măsură ce timpul a trecut, influența transcendentalismului poetului/filozofului Emerson și Thoreau a marcat poezia americană. Transcendentalismul a fost tulpina americană a romantismului englez care a început cu William Wordsworth și Samuel Taylor Coleridge. Emerson, probabil unul dintre fondatorii transcendentalismului, vizitase Anglia de tânăr pentru a-i întâlni pe acești doi poeți englezi, precum și pe Thomas Carlyle. În timp ce în Anglia post-reformă romantismul a făcut tranziția la victorianism, în  America din anii 1830 până la Războiul Civil acest curent a adus un plus de energie.
Edgar Allan Poe s-a remarcat  în această perioadă, prin temele abordate: macabrul și întunericul,  care conectează poezia și viziunea sa estetică cu teoriile sale filozofice, psihologice, morale și cosmologice.  Mulți autori  din Franța, Suedia și Rusia au fost puternic influențați de lucrările sale. Charles Baudelaire a fost  obsedat de Poe și i-a atribuit poetului american apariția simbolismul în poezia franceză . Poemul ”Corbul ” a fascinat Europa și a fost tradusă în multe limbi. Cu toate acestea, popularitatea ca poet  a scăzut în timp și s-a înstrăinat de contemporanii săi acuzând public pe Henry Wadsworth Longfellow de plagiat - deși Longfellow nu a răspuns niciodată. În secolul al XX-lea, poetul american William Carlos Williams spunea despre Poe că „  literatura americană este ancorată, în el și numai în el, pe un teren solid”. 

## Whitman și Dickinson
Apariția  unei poezii cu adevărat originale în limba engleză, în Statele Unite, a fost opera a doi poeți, Walt Whitman (1819 – 1892) și Emily Dickinson (1830 – 1886). Acești poeți nu ar fi putut fi mai diferiți :rândurile lungi ale lui Whitman, derivate din metrica versiunii King James a Bibliei și influența  democratică sunt în contrast puternic cu frazele concentrate și strofele  cu versuri scurte ale lui Dickinson, derivate din imnurile protestante.
Ceea ce îi leagă și marchează profund poezia americană a secolului al XX-lea este conexiunea cu Emerson (din care Whitman a tipărit un fragment  în a doua ediție a Leaves of Grass ) și originalitatea îndrăzneață a viziunilor lor. Se poate spune că acești doi poeți marchează nașterea a două expresii poetice americane majore —  vers în metrică liberă împreună cu expresia emoțională directă a lui Whitman și obscuritatea și ironia gnomică a lui Dickinson  . 
Dezvoltarea acestor expresii, precum și reacțiile conservatoare împotriva lor, pot fi urmărite în  lucrările unor poeți precum Edwin Arlington Robinson (1869–1935), Stephen Crane (1871–1900), Robert Frost (1874–1963), Carl Sandburg (1878–1967) și Edna St. Vincent Millay (1892-1950).  

## Modernism și după
Ezra Pound (1885–1972) și TS Eliot (1888–1965) au fost figurile principale la acea vreme, s-au remarcat prin   respingerea formei și metrului poetic tradițional și a dicției victoriene. Ambii au dat poeziei  americane  o mai mare densitate, dificultate și opacitate  trecând accentul pe tehnici poetice precum fragmentarea, elipsa, aluzia, juxtapunerea, personajele ironice și schimbătoare și paralelismul mitic. Pound, în special, a fost deschis către influențe estice spre China și Japonia .

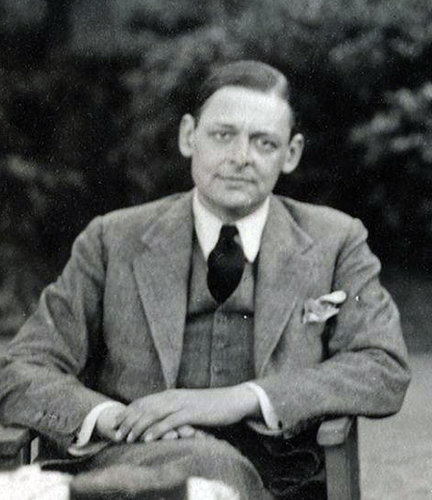
TS Eliot

Numeroși alți poeți au adus contribuții importante în acest moment revoluționar, printre care Gertrude Stein (1874–1946), Wallace Stevens (1879–1955), William Carlos Williams (1883–1963), Hilda Doolittle (HD) (1886–1961), Marianne Moore (1887–1972), EE Cummings (1894–1962) și Hart Crane (1899–1932).  Stevens a ajutat la reînvierea versurilor filozofice, iar Williams a reușit să armonizeze engleza americană vorbită cu ritmurile versului liber. Cummings rămâne remarcabil pentru experimentele sale   tipografice și pentru evocarea unei viziuni spontane, copilărești a realității.
Un alt curent în acestă perioadă, curent opus modernismului extrem, a fost cunoscut sub numele de  Noul Criticism. Reprezentanții lui erau  John Crowe Ransom (1888–1974), Allen Tate (1899–1979) și Robert Penn Warren (1905–1989). Alți poeți ai epocii, precum Archibald MacLeish (1892–1982), au experimentat tehnici moderniste, dar au fost atrași de modurile tradiționale de scriere. Robinson Jeffers (1887–1962), a adoptat libertatea modernistă, rămânând în același timp departe de facțiunile și programele moderniste.
Tot la începutul secolului al XX-lea existau poeți  care au menținut sau au fost forțați să mențină o relație periferică cu modernismul extrem, din cauza temelor cu încărcătură rasială a operei lor. Printre aceștia se numără Contee Cullen (1903–1946), Alice Dunbar Nelson (1875–1935), Gwendolyn Bennett (1902–1981), Langston Hughes (1902–1967), Claude McKay (1889–1948), Jean Toomer (1894–1967), și alți poeți afro-americani ai Renașterii Harlem .
Torța modernistă a fost purtată în anii 1930 de grupul de poeți cunoscut sub numele de obiectiviști. Reprezentanții lui au fost  Louis Zukofsky (1904–1978), Charles Reznikoff (1894–1976), George Oppen (1908–1984), Carl Rakosi (1903–2004) și mai târziu, Lorine Niedecker (1903–1970). Kenneth Rexroth, publicat în Objectivist Anthology, a fost  împreună cu Madeline Gleason (1909–1973), un precursor al Renașterii din San Francisco . Mulți dintre obiectiviști provin din comunități urbane de noi imigranți, iar acest nou filon de experiență și limbaj a îmbogățit idiomul american în extindere.

## Al Doilea Război Mondial și după
Archibald Macleish l-a numit pe John Gillespie Magee, Jr. „primul poet al războiului”. 
Al Doilea Război Mondial a adus o nouă  generație de poeți, mulți dintre aceștia fiind influențați de Wallace Stevens și Richard Eberhart (1904–2005). Karl Shapiro (1913–2000), Randall Jarrell (1914–1965) și James Dickey (1923–1997) au scris toți poezii care au izvorât din experiența serviciului activ. Împreună cu Elizabeth Bishop (1911–1979), Theodor Seuss Geisel (Dr. Seuss) (1904-1991), Theodore Roethke (1908–1963) și Delmore Schwartz (1913–1966), au format o generație de poeți care, în contrast cu generația precedentă a optat pentru versuri în forme  tradiționale  .
După război a apărut o serie de noi poeți și mișcări poetice. John Berryman (1914–1972) și Robert Lowell (1917–1977) au fost personalitățile principale în ceea ce avea să devină cunoscut sub numele de mișcarea confesională, care avea să exercite o influență puternică asupra poeților de mai târziu precum Sylvia Plath (1932–1963) și Anne  Sexton (1928–1974).  

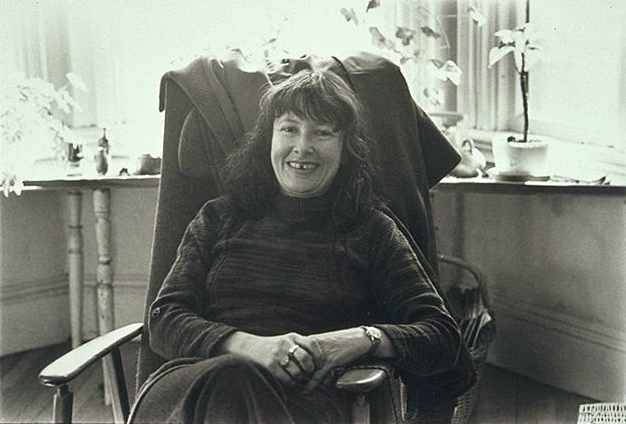
Denise Levertov

În schimb, poeții Generației Beat, care au inclus figuri precum Jack Kerouac (1922–1969), Allen Ginsberg (1926–1997), Gregory Corso (1930–2001), Joanne Kyger (1934-2017), Gary Snyder (născut în 1930), Diane Di Prima (1934-2020), Amiri Baraka (1934-2014) și Lawrence Ferlinghetti (1919-2020), au fost deosebit de duri, reflectând într-o formă extremă, societatea deschisă, relaxată   a anilor 1950 și 1960. 
Cam în aceeași perioadă, poeții Black Mountain, sub conducerea lui Charles Olson (1910–1970), lucrau la Colegiul Black Mountain din Carolina de Nord. Acești poeți explorau posibilitățile formei deschise, dar într-un mod mult mai programatic decât generația  Beats. Principalii poeți implicați au fost Robert Creeley (1926–2005), Robert Duncan (1919–1988), Denise Levertov (1923–1997), Ed Dorn (1929–1999), Paul Blackburn (1926–1971), Hilda Morley (1916–1997). 1998), John Wieners (1934–2002) și Larry Eigner (1927–1996). Ei și-au bazat abordarea poeziei pe eseul lui Olson, Projective Verse . Această lucrare, la rândul său, a influențat lucrările lui Michael McClure (1932-2020), Kenneth Irby (1936-2015) și Ronald Johnson (1935-1998), poeți din vestul mijlociu al Statelor Unite care s-au mutat la San Francisco și, prin aceasta, au extins influența școlii Muntele Negru din punct de vedere geografic spre vest; punând bazele a ceea ce va fi cunoscut mai târziu sub numele de „ Poezia limbajului ”.  
Alți poeți asociați cu curentul  Muntele Negru sunt Cid Corman (1924–2004) și Theodore Enslin (1925-2011). Rezident o dată la Black Mountain College, compozitorul John Cage (1912–1992), împreună cu Jackson Mac Low (1922–2004), au scris poezie bazată pe tehnici întâmplătoare sau aleatorii, inspirați de Zen, Dada și teoriile științifice ale nedeterminării , ei aveau să devină precursori ai  avangardei americane din anii 1970.
Beats și unii dintre poeții Black Mountain sunt adesea considerați responsabili pentru curentul poetic  Renașterea San Francisco. Cu toate acestea, după cum s-a menționat anterior, San Francisco a devenit un centru de activitate experimentală din anii 1930 datorită lui Kenneth Rexroth și Gleason . Alți poeți relevanți sunt  Charles Bukowski (1920–1994) și Jack Spicer (1925–1965) ei combinau   un idiom vorbit contemporan cu un experiment formal inventiv.
Jerome Rothenberg (născut în 1931)  cunoscut pentru munca sa în etnopoetică, a fost inventatorul termenului de „ imagine adâncă ” Deep Image, pe care l-a folosit pentru a descrie opera unor poeți precum Robert Kelly (născut în 1935), Diane Wakoski (născut în 1937) și Clayton Eshleman (1935-2021). Poezia Deep Image a fost inspirată de teoria simbolistă a corespondențelor, în special de opera poetului spaniol Federico García Lorca. Termenul a fost popularizat mai târziu de Robert Bly . Mișcarea Deep Image a fost   internațional recunoscută și însoțită de un val de  traduceri din poeți latino-americani și europeni precum Pablo Neruda, César Vallejo și Tomas Tranströmer. Galway Kinnell, James Wright, Mark Strand și WS Merwin sunt  poeți asociați cu Deep Image. Merwin și poetul californian Gary Snyder au devenit cunoscuți pentru interesul lor față de preocupările de mediu și ecologice.
Poeții Small Press ( ”poeții tiparului mărunt„ ) sunt un alt grup influent și eclectic de poeți care au apărut în zona golfului San Francisco la sfârșitul anilor 1950 și sunt activi și astăzi.  Editori   independenți care au fost și poeți, au editat și publicat periodice cu buget redus și cărți ale poeților debutanți  care altfel ar fi trecut neobservați. Această lucrare a variat de la formal la experimental. Gene Fowler, AD Winans, Hugh Fox, poetul de stradă și activistul Jack Hirschman, Paul Foreman, Jim Cohn, John Bennett și FA Nettelbeck se numără printre numeroșii poeți care continuă în mod activ tradiția Small Press Poets.  Mulți au apelat la  noul mediu online  pentru distribuție.
Poeții din Los Angeles: Leland Hickman (1934–1991), Holly Prado (1938-2019), Harry Northup (născut în 1940), Wanda Coleman (1946-2013), Michael C. Ford (născut în 1939), Kate Braverman (1949-2019). ), Eloise Klein Healy (născut în 1943), Bill Mohr, Laurel Ann Bogen, s-au întâlnit la Beyond Baroque Literary Arts Center, în Venice, California sunt poeți lirici, autobiografici; unii sunt practicanți ai poemului lung experimental. Predecesorii lor din Los Angeles au fost Ann Stanford (1916–1987), Thomas McGrath (1916–1990), Jack Hirschman (1933-2021). Beyond Baroque Literary Arts Center, creat de George Drury Smith în 1968, este centrul de arte literare din zona Los Angeles.
Așa cum Coasta de Vest a avut Renașterea San Francisco și Mișcarea Presei Mici (Small Press), Coasta de Est a produs Școala din New York . Acest grup și-a propus să scrie poezie care vorbește direct despre experiența de zi cu zi,  în limbajul de zi cu zi și a produs o poezie de inteligență urbană și elegantă care contrastează cu munca contemporanilor lor Beat (deși în alte moduri vedem ca asemănător respectul lor reciproc pentru argoul american și disprețul pentru mediul academic sau poezia „gătită” ). Membrii de frunte ai grupului includ John Ashbery (1927-2017), Frank O'Hara (1926-1966), Kenneth Koch (1925-2002), James Schuyler (1923-1991), Barbara Guest (1920-2006), Ted Berrigan (1934–1983), Anne Waldman (născută în 1945) și Bernadette Mayer (născută în 1945). Din acest grup, John Ashbery, în special, a apărut ca o forță definitorie în poetica recentă și este considerat de mulți drept cel mai important poet american de la al Doilea Război Mondial.
Ultimii 40 de ani de poezie din Statele Unite au adus noi grupuri, școli și tendințe în vogă. Anii 1970 au cunoscut o renaștere a interesului pentru suprarealism, cei mai importanți poeți care lucrează în acest domeniu fiind Andrei Codrescu (născut în 1946), Russell Edson (1935-2014) și Maxine Chernoff (născut în 1952). Poezia de performanță a apărut din evenimentele Beat și hippie, poeziile de dezbatere ale lui David Antin (1932-2016) și evenimentele rituale interpretate de Rothenberg, pentru a avea o poziție poetică serioasă care îmbrățișează multiculturalismul și o serie de poeți dintr-o multitudine de culturi. Acest lucru a reflectat o creștere generală a interesului pentru poezia afro-americanilor, inclusiv Gwendolyn Brooks (1917–2000), Maya Angelou (1928–2014), Ishmael Reed (născut în 1938), Nikki Giovanni (născut în 1943) și Detrick Hughes (născut în 1943). în 1966).
Un alt grup de poeți, Școala de limbi străine (sau L=A=N=G=U=A=G=E, după revista care poartă acest nume), a continuat și extins tradițiile moderniste și obiectiviste din anii 1930. Unii poeți asociați cu grupul sunt Lyn Hejinian, Ron Silliman, Bob Perelman și Leslie Scalapino . Poeziile lor – fragmentare, intenționat agramate, uneori amestecând texte din surse și expresii diferite – pot fi la rândul lor abstracte, lirice și extrem de comice.
Școala de limbi străine include o proporție mare de femei, ceea ce oglindește o altă tendință generală - redescoperirea și promovarea poeziei scrise atât de femei poete anterioare, cât și de cele contemporane. O serie dintre poeții afro-americani  sunt  Adrienne Rich (1929–2012), Jean Valentine (1934–2020) și Amy Gerstler (născută în 1956).
Deși poezia în formele clasice tradiționale s-a demodat în cea mai mare parte din anii 1960, practica a fost menținută vie de poeți de mare virtuozitate formală precum James Merrill (1926–1995), autor al poemului epic The Changing Light at Sandover, Richard Wilbur, și poetul de origine britanică din San Francisco Thom Gunn . Anii 1980 și 1990 au readus în atenție forma tradițională, numit uneori Nou Formalism sau Neoformalism . Printre aceștia se numără poeți precum Molly Peacock, Brad Leithauser, Dana Gioia, Donna J. Stone, Timothy Steele, Alicia Ostriker și Marilyn Hacker . Unii dintre cei mai sinceri noi formaliști au declarat că revenirea la rimă și metrica fixă reprezintă noua avangardă. Criticii lor asociază uneori acest tradiționalism cu politica conservatoare din epoca Reagan, remarcând recenta numire a lui Gioia ca președinte al Fondului Național pentru Arte .
Stilul Haiku a atras o comunitate de poeți americani dedicați dezvoltării sale ca gen poetic în limba engleză. Haiku-ul japonez extrem de concis a influențat pentru prima dată opera lui Ezra Pound și a Imagiștilor, iar poeții de după război precum Kerouac și Richard Wright au scris  lucrări  haiku originale în limba engleză. Începând din 1963, odată cu înființarea revistei American Haiku, poeți precum Cor van den Heuvel, Nick Virgilio, Raymond Roseliep, John Wills, Anita Virgil, Gary Hotham, Marlene Mountain, Wally Swist, Peggy Willis Lyles, George Swede, Michael Dylan Welch, Jim Kacian și alții au creat opere semnificative de poezie haiku, evidențiind   atât curentul Transcendentalism, cât și cel  Imagism .
Ultimele două decenii au adus o renaștere a tradiției cuvântului vorbit al poeziei Beat, sub forma poetry slam ( poezie argou ). Lucrătorul în construcții din Chicago, Marc Smith, a transformat spectacolul de poezie urbană în competiții evaluate de public în 1984.  Slamurile de poezie subliniază un stil de scriere care este de actualitate, provocator și ușor de înțeles. Poetry slam a deschis ușa pentru o generație de scriitori și interpreți de cuvinte vorbite, inclusiv Alix Olson, Apollo Poetry, Taylor Mali și Saul Williams .
Poezia a devenit o prezență semnificativă pe web, cu o serie de noi reviste online, „zine”, bloguri și alte site-uri web. Un exemplu al naturii fluide a comunităților de poezie bazate pe web este „thisisbyus" acum dispărut, totuși această comunitate de scriitori continuă și se extinde pe Facebook și a permis atât poeților începători, cât și profesioniști să exploreze stilurile de scriere.
În perioada contemporană, au existat voci majore independente care au sfidat legăturile cu mișcările și formele poetice americane binecunoscute, cum ar fi poetul și criticul literar Robert Peters, foarte influențat de monologurile poetice ale poetului englez victorian Robert Browning, a devenit cunoscut  pentru  personajele sale  precum regele nebun Ludwig al II-lea al Bavariei în spectacole populare individuale.  Un alt exemplu este Louise Glück, care îi citează pe Emily Dickinson și William Blake drept influențe. Criticii și savanții au discutat dacă este sau nu o  poetă confesională. Sylvia Plath poate fi o altă influență a ei.
Biblioteca Congresului editează un ghid al poeziei americane inspirat de atacurile din 11 septembrie, inclusiv antologii și cărți dedicate acestui subiect.  
Robert Pinsky are un loc special în poezia americană, deoarece a fost poet laureat al Statelor Unite timp de trei mandate.  Niciun alt poet nu a fost atât de onorat. „ Proiectul Poeziei Favorite ” este unic, invitând toți cetățenii să-și împărtășească compoziția poetică preferată din toate timpurile și de ce le place. Este profesor la Universitatea din Boston și editor de poezie la Slate . „Poezii de citit”  este o demonstrație a viziunii sale poetice, care pune împreună cuvântul și omul de rând.
Odată cu creșterea conștiinței impactului societății asupra ecosistemelor naturale, este inexorabil ca astfel de teme să devină integrate în poezie. Bazele poemelor despre natură se găsesc în lucrarea lui Henry David Thoreau și Walt Whitman . Mișcarea ecopoetică modernă a fost inițiată de Jack Collom, care a predat timp de 17 ani un curs dedicat de ecopoetică la Universitatea Naropa din Boulder, Colorado.  Poezia contemporană despre sustenabilitatea mediului se găsește și printre lucrările lui JS Shipman, de exemplu, în „Calling on You”. 
Creșterea popularității programelor de scriere creativă pentru absolvenți, a oferit poeților posibilitatea de a-și câștiga existența ca profesori. Această profesionalizare a actului de a scrie poezie, combinată cu reticența majorității editurilor  de a publica poezie, a făcut ca, cel puțin în viitorul apropiat, poezia să-și fi găsit noua casă în mediul academic  și în reviste mici independente. Un exemplu  este laureatul Nobel in 2020,  Louise Glück, care predă la Universitatea Yale.